# الصالحية (القاهرة)
الصالحية منطقة عريقة بالقاهرة الفاطمية متفرعة من شارع المعز.

## التسمية
نسبة إلى السلطان الصالح نجم الدين الأيوبي، عندما أمر ببناء المدرسة الصالحية عام 641هـ - 1243م، وكانت آنذاك أول مدرسة تفتح أبوابها لطلاب المذاهب السنية الأربعة. عرف عنه حبه الشديد للعمارة، وبعد بضع سنوات، أمرت زوجته شجرة الدر بأن يدفن فيها بعد مقتله في معركة المنصورة، ومن ثم تفننت هي الأخرى في بناء القبة والجامع، فباتت المدرسة الصالحية أول مدرسة تضم قبة ومقبرة».

## الموقع
يشكل مربعا متكامل الأضلاع، إذ يمتد من شارع المعز غربا إلى خان جعفر شرقا، ومن بيت القاضي شمالا إلى سكة الباديستان جنوبا. ويتوسط هذا المربع المدرسة الصالحية، إلى جانب سبيل وكتاب خسرو باشا الذي بني عام 1535م، في حين يتلاصق سبيل ومدرسة الظاهرية مع المدرسة الصالحية.

## الآثار
حتى اليوم، يحتفظ الحي بالكثير من الجدران والأبواب الأثرية التي كانت تابعة لبعض الكتاتيب، والأسبلة، والدواوين التي بنيت على مر العصور.
يغطي الأرض فيها قطع من البلاط البازلتي يعود إلى العصر الأيوبي. تحتفظ أغلب البيوت بقطع المشربيات على نوافذها أمامها صينية من الألمنيوم تتراص عليها القلل المملوءة بالماء. بالإضافة إلى عدد لا بأس به من الأزيرة (جمع زير أي الجرة) المنتشرة في الشارع تروي ظمأ المارة. وما زالت جدران بعض الأبنية تحتفظ بآثار العبارات الصوفية التي انتشرت في العصر الأيوبي، بالإضافة إلى الأبواب الخشبية الكبيرة ذات الحلقات النحاسية المنقوشة يدويا. للوصول إلى الحي يمر الزائر من بوابة كبيرة كانت تغلق على أهل الحي بعد صلاة العشاء ولا تفتح إلا فجرا في اليوم الثاني، بيد أنها بمرور الأيام بدأت تتلاشى. وكانت آخر أعمال ترميم مع بداية عام 1992م نتيجة بعض الأضرار التي لحقت بالمكان نتيجة زلزال ضرب القاهرة يومذاك. وصورت به عدة أفلام تسجيلية.

## الاقتصاد
تنتشر فيه الحرف اليدوية التي شارفت على الاندثار لندرة العاملين فيها، مثل التصديف وتلوين الزجاج وترميم العاديات (الأنتيكات)، وطرق المعادن، وتبييض النحاس وغيرها. وهو المقر الأساسي لتجارة الأحجار الكريمة والثمينة، وفيه عدد كبير من ورش الحلي التي تصمم بالطريقة اليدوية.